# Roses (Saint Jhn)
Roses è un brano musicale del rapper statunitense Saint Jhn, terza traccia del primo album in studio Collection One, pubblicato a luglio 2016.

## Tracce
Download digitale, streaming – Remix
1. Roses (Remix) (feat. Future) – 3:07

## Imanbek Remix
Una versione remix realizzata dal produttore musicale kazako Imanbek è stata pubblicata il 9 ottobre 2019 come singolo ed inclusa nel terzo album in studio di Saint Jhn While the World Was Burning, senza il coinvolgimento da parte di quest'ultimo. Nonostante il tentativo del primo di contattare il rapper su Instagram, quest'ultimo non ha dato risposta.
È stato riconosciuto col Grammy Award alla miglior composizione remixata, non classica e il Billboard Music Award alla miglior canzone dance/elettronica.

### Video musicale
Il video è stato reso disponibile il 6 marzo 2020.

### Tracce
Testi e musiche di Carlos St. John Phillips e Lee Stashenko.
Download digitale, streaming
1. Roses (Imanbek Remix) – 2:56

CD promozionale (Svezia)
1. Roses (Imanbek Radio Edit) – 2:16
2. Roses (Imanbek Extended) – 3:58
3. Roses (Imanbek Instrumental) – 3:00
4. Roses (Imanbek Acapella) – 3:03

Download digitale, streaming – Imanbek Remix
1. Roses (feat. Fedez & Dargen D'Amico) (Imanbek Remix) – 3:16

Download digitale, streaming – Imanbek Remix
1. Roses (con J Balvin) (Imanbek Remix) (Latino Gang) – 3:28

### Formazione
- Saint Jhn – voce
- Imanbek – mastering, missaggio, ri-missaggio

## Successo commerciale
La versione remix ha aiutato la canzone commercialmente. Secondo l'International Federation of the Phonographic Industry Roses è risultato il 4º brano più venduto a livello globale nel corso del 2020 con un totale di 1,64 miliardi di stream equivalenti.

### Stati Uniti d'America
Nella Billboard Hot 100 Roses ha debuttato al 55º posto nella pubblicazione del 4 aprile 2020 dopo essere stato riprodotto 10,6 milioni di volte in streaming ed aver accumulato 5 000 copie digitali. Nella settimana del 25 aprile 2020 ha raggiunto la 26ª posizione con 13,7 milioni di stream e 6 000 download digitali. La settimana successiva ha raggiunto il 22º posto ed è in seguito salito fino in top ten con un incremento del 15% degli stream a 16,7 milioni, 8 000 copie pure e un'audience radiofonica pari a 26,8 milioni. Nella classifica datata il 20 giugno 2020 è salito alla 7ª posizione, vendendo 9 000 copie digitali ed aumentando del 5% gli stream a 17,5 milioni e del 13% gli ascoltatori radiofonici a 30 milioni.

### Europa
Nel Regno Unito, ha fatto il proprio ingresso al 79º posto della Official Singles Chart nella pubblicazione datata il 16 gennaio 2020. La settimana successiva è salito di 7 posizioni grazie a 9 468 vendite, per poi aumentare le proprie unità di vendita a 11 895 durante la terza, raggiungendo in questo modo il 55º posto. Nella pubblicazione del 6 febbraio 2020 è salito fino alla 40ª posizione, accumulando nel corso della settimana 13 945 vendite. Al 7 febbraio successivo le vendite della canzone ammontavano a 95 422, di queste 23 105 l'hanno permessa di raggiungere la posizione numero 21 nella settimana datata 13 febbraio 2020. Nella pubblicazione del 20 febbraio 2020, il brano ha fatto la sua ascesa all'8ª posizione con 31 856 unità distribuite, divenendo la prima top ten dell'interprete. Durante la sua ottava settimana di permanenza ha incrementato le proprie vendite a 43 877, raggiungendo la 4ª posizione. Dopo aver mantenuto la 2ª posizione per due settimane consecutive vendendo rispettivamente 51 189 nella prima e altre 51 453 nella seconda, ha raggiunto la vetta con 52 656 vendite, superando Blinding Lights di The Weeknd di sole 210 unità. La settimana seguente è rimasta in cima grazie a 59 589 unità di vendita. È stato poi spodestato dal medesimo rivale nella pubblicazione successiva, registrando un calo di vendite del 2% a 58 555. È sceso poi alla 3ª posizione, cedendo la seconda a Toosie Slide di Drake, nonostante abbia registrato un aumento di vendite del 7,6% a 62 996, il maggior numero di unità totalizzate dal brano nell'arco di una settimana sin dalla sua entrata nella Official Singles Chart.
In Irlanda, dopo aver esordito inizialmente al numero 48 nella settimana del 9 gennaio 2020, Roses ha raggiunto la vetta della Irish Singles Chart nella sua decima settimana di stabilità in classifica.

### Oceania
Nella sua settima settimana di permanenza in classifica, ha raggiunto la vetta della ARIA Singles Chart, diventando la prima numero uno del rapper in territorio australiano. Ha anche raggiunto la cima della classifica dei singoli neozelandese durante la sua decima settimana.

## Classifiche

### Classifiche settimanali
| Classifica (2019-23) | Posizione massima |
| -------------------- | ----------------- |
| Argentina            | 23                |
| Australia            | 1                 |
| Austria              | 2                 |
| Belgio (Fiandre)     | 3                 |
| Belgio (Vallonia)    | 1                 |
| Brasile              | 7                 |
| Bulgaria             | 1                 |
| Canada               | 1                 |
| Croazia              | 8                 |
| Danimarca            | 3                 |
| Estonia              | 2                 |
| Finlandia            | 4                 |
| Francia              | 2                 |
| Germania             | 3                 |
| Grecia               | 1                 |
| Irlanda              | 1                 |
| Islanda              | 10                |
| Italia               | 4                 |
| Kazakistan           | 57                |
| Lettonia             | 1                 |
| Lituania             | 2                 |
| Malaysia             | 9                 |
| Moldavia             | 74                |
| Norvegia             | 4                 |
| Nuova Zelanda        | 1                 |
| Paesi Bassi          | 1                 |
| Perù                 | 157               |
| Polonia              | 9                 |
| Portogallo           | 3                 |
| Regno Unito          | 1                 |
| Repubblica Ceca      | 1                 |
| Romania              | 1                 |
| Russia               | 2                 |
| Singapore            | 9                 |
| Slovacchia           | 1                 |
| Spagna               | 23                |
| Stati Uniti          | 4                 |
| Svezia               | 4                 |
| Svizzera             | 2                 |
| Ucraina              | 1                 |
| Ungheria             | 1                 |

### Classifiche di fine anno
| Classifica (2019) | Posizione |
| ----------------- | --------- |
| Russia            | 42        |
| Ucraina           | 168       |
| Classifica (2020) | Posizione |
| Australia         | 2         |
| Austria           | 2         |
| Belgio (Fiandre)  | 5         |
| Belgio (Vallonia) | 2         |
| Bulgaria          | 2         |
| Canada            | 6         |
| Croazia           | 19        |
| Danimarca         | 2         |
| Finlandia         | 8         |
| Francia           | 8         |
| Germania          | 4         |
| Irlanda           | 2         |
| Islanda           | 41        |
| Italia            | 9         |
| Norvegia          | 3         |
| Nuova Zelanda     | 3         |
| Paesi Bassi       | 2         |
| Polonia           | 29        |
| Portogallo        | 10        |
| Regno Unito       | 3         |
| Romania           | 1         |
| Russia            | 10        |
| Spagna            | 63        |
| Stati Uniti       | 19        |
| Svezia            | 6         |
| Svizzera          | 3         |
| Ucraina           | 1         |
| Ungheria          | 2         |
| Classifica (2021) | Posizione |
| Australia         | 56        |
| Austria           | 73        |
| Brasile           | 181       |
| Croazia           | 75        |
| Francia           | 82        |
| Germania          | 60        |
| Portogallo        | 98        |
| Regno Unito       | 98        |
| Russia            | 67        |
| Svizzera          | 63        |
| Ucraina           | 35        |
| Ungheria          | 55        |
| Classifica (2022) | Posizione |
| Ucraina           | 77        |
| Classifica (2023) | Posizione |
| Kazakistan        | 132       |
| Moldavia          | 192       |

### Classifiche di fine decennio
| Classifica (2020-29) | Posizione |
| -------------------- | --------- |
| Bielorussia          | 55        |
| Kazakistan           | 71        |
| Moldavia             | 32        |
| Russia               | 30        |
| Ucraina              | 12        |